# Amr Khaled
Pour les articles homonymes, voir Khaled.
 (juillet 2013).
Si vous disposez d'ouvrages ou d'articles de référence ou si vous connaissez des sites web de qualité traitant du thème abordé ici, merci de compléter l'article en donnant les références utiles à sa vérifiabilité et en les liant à la section « Notes et références ».
Amr Mahmoud Helmi Khaled (عمرو محمود حلمي خالد), né le 5 septembre 1967, est un prédicateur musulman et homme politique égyptien. C'est l'un des plus célèbres et populaires télé-prédicateurs du monde arabe. Le 30 avril 2006, le New York Times l'a élu comme le « télé-évangéliste » musulman le plus célèbre et le plus influent du monde. Le Time Magazine le classe comme un des hommes les plus influents au monde.

## Débuts
Amr Khaled est né à Alexandrie dans une famille aisée en 1967. Il ressort diplômé en comptabilité de l'université du Caire. Plus tard, en 2001, il obtient un diplôme de l'institut d'étude islamique.
Ancien Frère musulman, il a commencé à prêcher en 1990 dans des mosquées et des clubs privés. En 1998, il débute ses prêches télévisées (diffusées sur la chaine de télévision Iqraa). Ses conférences et émissions télévisées sont très populaires et touchent toutes les couches de la population. Malgré cela, des cheikhs de la mosquée al-Azhar expriment une certaine méfiance quant à sa popularité.
Les autorités égyptiennes, et bien qu'il se déclare apolitique, s'inquiètent de l'influence qu'il a sur les Égyptiens, et en particulier sur les riches familles. Les pressions que ces autorités ont exercé sur lui l'ont poussé à s'exiler au Royaume-Uni.
Ses activités sur les chaînes satellitaires et sur Internet n'ont pas cessé pour autant.

## Diplômes
- Licence en commerce, université du Caire (Égypte), en 1988.
- Licence en études islamiques.
- Ph.D (doctorat), université du pays de Galles à Lampeter (Pays de Galles), en mai 2010.

## Approche
Par son discours, Amr Khaled vise principalement les musulmans âgés de 15 à 35 ans, issus de la classe moyenne. Selon lui, cette couche de la société est la plus capable de faire du monde musulman un monde meilleur. Il vise également les femmes, les jeunes et les riches. Il est apprécié pour parler en arabe dialectal et pour avoir une approche sympathique, créative et amicale avec son public.

## Message
Amr Khaled rejette l'extrémisme religieux. Il a, à maintes reprises, condamné les actions menées par Oussama ben Laden. Il affirme vouloir que les arabes et les musulmans puissent vivre en paix avec les occidentaux. Le message qu'il transmet dans ses émissions ne diffère pas énormément de celui de ses prédécesseurs, sauf qu'il décline ses enseignements théoriques en des actions quotidiennes qu'un musulman peut faire pour se rapprocher de Dieu.
L'une des grandes nouveautés qu'il apporte, à l'instar des télévangélistes américains, est qu'il appelle les musulmans à sortir de la pauvreté, en affirmant qu'un bon musulman est un musulman riche qui ne vit pas dans le besoin.

## Quelques émissions

### Les bâtisseurs de la vie (2004-2005)
Les bâtisseurs de la vie (صناع الحياة) est un programme télévisé présenté par Amr Khaled de 2004 à 2005. Dans cette émission, il s'éloigne de l'enseignement religieux pour parler de thèmes plus concrets et quotidiens. Le but de l'émission est de semer les grains d'une renaissance au monde arabe et musulman. Dans cette émission il présente plusieurs idées de projets dans des domaines aussi différents que l'agriculture, l'éducation, les petites industries, les soins de santé, etc.

### Sur les pas de notre bien-aimé (2005)
Sur les pas de notre bien-aimé (على خطى الحبيب) est une émission produite pendant le mois de Ramadan de l'année 2005, ou Amr Khaled a exploré la vie de Mahomet. L'émission s'intéressait surtout à la personnalité du prophète et aux moments difficiles de sa vie.

### En ton nom, seigneur, nous vivons (2006)
Au mois de Ramadan de l'année 2006, Amr Khaled a produit sa nouvelle émission, Besmeka Nahya (باسمك نحيا) (« En ton nom, Seigneur, nous vivons »). Dans cette émission, Amr Khaled essaie de présenter au public les significations et l'importance des 99 Noms de Dieu dans le Coran.
En 2007, il lance un programme nommé El janna fi bouyoutina et pour le ramadan de 2008 Kasasou el Coran, où il narre les histoires racontées dans le Coran.

### Développement par la foi
Amr Khaled milite pour le développement de la nation arabe et musulmane basé sur le Développement par la foi (التنمية بالإيمان ). Le but est d'encourager les personnes à utiliser leur foi pour favoriser le développement de leur pays.

## Critiques
Ses détracteurs le critiquent principalement pour le fait qu'il n'est pas un spécialiste des sciences islamiques, et donc non qualifié pour prêcher. Il se défend en affirmant qu'il est seulement prédicateur, et donc qu'il ne lui est pas nécessaire de maitriser le fiqh. Le 30 mai 2004, le quotidien britannique, le Sunday Times affirme que Andrew Turnbull, secrétaire du cabinet du Premier ministre Tony Blair, a demandé à Amr Khaled de conseiller le gouvernement britannique sur les relations que doit avoir l'État avec ses citoyens musulmans[réf. nécessaire].